# Cultura de los kurganes

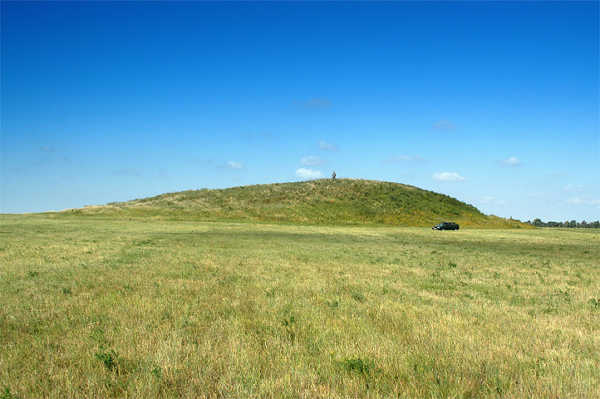
Kurgán de Sarmacia del siglo IV a. C. en Filipovka, al sur de los Urales, Rusia. Este kurgán fue excavado bajo la dirección del Instituto de Arqueología de la Academia Rusa de Ciencias, por el catedrático L. Yablonsky, en el verano de 2006. Fue el primer kurgán completamente destruido y vuelto a reconstruir con su aspecto original.

El origen del término cultura de los kurganes se debe a la arqueóloga lituana Marija Gimbutas (1921-1994), que lo utilizó en 1956 para englobar a una amplia variedad de comunidades originarias de las estepas del medio y bajo Volga, que, según ella, habrían invadido la Europa central modificando su carácter étnico y cultural. Esta teoría ha sido criticada y matizada.
El término kurgán proviene de la palabra rusa (de origen turco) que designa un enterramiento provisto de un túmulo, debajo del cual está la cámara funeraria, normalmente construida en madera. Este fue el método de enterramiento usado por muchos pueblos de las estepas euroasiáticas desde el IV milenio a. C. (los grupos kurganes estudiados por Marija Gimbutas) hasta los siglos V y VI d. C. (cuando los utilizaron los hunos y los nómadas magiares).

## Los kurganes
Los kurganes son tumbas típicas de la Edad del Bronce ―desde el macizo de Altái hasta el Cáucaso, Rumania y Bulgaria―. A veces son estructuras muy complejas, con subdivisión del espacio y cámaras interiores, que conforman una macrotumba con diferentes habitaciones. En la cámara mortuoria, en el centro de la estructura, se enterraba a miembros de la élite dirigente con ajuares y ofrendas rituales, con frecuencia cadáveres de caballos y carros, pero también vasijas, armas, etc. Aunque son más frecuentes en los territorios europeos y centroasiáticos, el enterramiento tumular se expandió más allá de estos lugares. Los túmulos son de medidas variables, desde 7 a 8 metros de diámetro, por 2 metros de alto, hasta tamaños tan considerables como los 500 metros de diámetro de base para los kurganes de Siberia, por 20 metros de alto, y los 350 metros de base, por 76 metros de alto para el Mausoleo de Qin Shi Huang.

## Periodización y arqueología

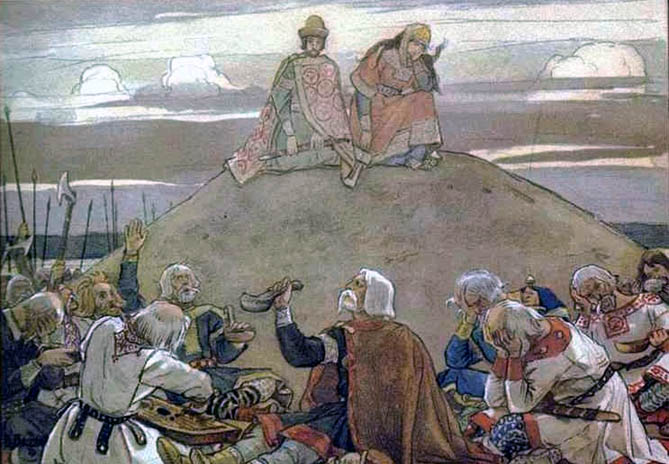
Oleg siendo velado por sus guerreros, pintura de Víktor Vasnetsov en 1899. Este rito de enterramiento, con túmulo funerario, fue típico tanto entre los escandinavos como en los nómadas de Eurasia.

Los kurganes fueron construidos básicamente durante la protohistoria (Edad del Cobre, del Bronce y del Hierro), pero también en época clásica.

### Cultura yamna (3200-2300a.C.)
La cultura iamna data del Calcolítico tardío y el Bronce inicial, y se encuentra en las estepas pónticas (región del Bug-Dniéster-Urales). Fue predominantemente nómada, pero se practicaba la agricultura en las orillas de los ríos y había algunos poblados fortificados. La característica principal de la cultura son las inhumaciones en tumbas excavadas en el suelo y con un túmulo (kurgán). El cuerpo se encuentra en posición de decúbito supino con las piernas dobladas. Los cuerpos aparecen cubiertos de ocre, por eso se la ha llamado la cultura de las tumbas de ocre. Las ofrendas y ajuares de los inhumados consisten en ganado sacrificado, como cerdos, ovejas y, mucho más importante, caballos. Esta cultura fue considerada durante mucho tiempo por los difusionistas como el origen de los protoindoeuropeos tardíos, así como su localización fue considerada el sitio de nacimiento (urheimat) de la lengua indoeuropea.

### Cultura de Andrónovo (2300-1000a.C.)
La cultura de Andrónovo es una colección de varias culturas que florecieron en la Edad del Bronce final en Siberia y las estepas asiáticas. Se han identificado como mínimo 4 subculturas:
- Sintashta-Petrovka-Arkaim (2200-1600 a. C.).
- Alakul (2100-1400 a. C.).
- Alekseyevka (1300-1100 a. C.) y
- Fedorovo (1500-1300 a. C.).

Como se ha dicho, su límite por el oeste corresponde con el territorio de la cultura de Srubna, por el norte con la taiga (desierto de coníferas), por el este con la depresión Minusinsk y por el sur hasta el Tienshan, la cordillera del Pamir y Koppet Dag.
Era un pueblo de nómadas pastores, identificados con la cultura del caballo, como casi todos los pueblos de Asia. Los kurganes de esta región seguían una tradición proveniente de la Edad del Bronce y con continuidad en la Edad del Hierro. El túmulo podía ser de piedra o tierra y tenía siempre una o varias cistas en piedra (cofre) en el interior, cada una con una sepultura. Los diámetros podían ser entre 7 y 13 metros, y una conservación del túmulo de entre 0.55 y 2.5 metros. Las fosas eran ovales o rectangulares, y los cuerpos se orientaban del noroeste al sureste, y se enterraban a profundidades de 2.3 metros. El individuo se colocaba en decúbito dorsal, con el cráneo en la orientación noroeste, los brazos estirados al lado del cuerpo y las piernas paralelas (Bendezu-Sarmiento, 2006). En el Hierro final se conocen aún kurganes en Kazajistán, con cofre de piedra y túmulo de piedra o tierra, pero es una tradición en decadencia que va desapareciendo a lo largo de este periodo.

### Cultura de Srubna (1500-800a.C.)
La cultura de Srubna es una cultura del Bronce tardío, ubicada a lo largo y por encima de la orilla norte del mar Negro, desde la parte oriental del río Dniéper, hasta la base septentrional del Cáucaso y hasta el área colindante con la orilla norte del mar Caspio, cruzando el río Volga hasta el dominio aproximado de la contemporánea y, de alguna manera relacionada, cultura de Andrónovo (Kazajistán).
Las tumbas estaban hechas de madera, y de aquí su denominación de «cultura de las tumbas de madera». La cultura de Srubna es sucesora de la cultura yamna (3200-2300 a. C.), la cultura de las catacumbas y la cultura de Abáshevo, y fue sucedida, a su vez, por los escitas y los sármatas en el I milenio a. C., y después por jázaros y kipchaks en el I milenio d. C.

### Cultura escita (700-1a.C.)
Los escitas eran pastores nómadas a caballo que hablaban un idioma iranio nororiental, que dominaron las estepas pónticas durante el I milenio a. C., con relaciones con los sármatas hasta que estos invadieron sus tierras y les dominaron. Casi toda la información sobre este pueblo proviene de los autores clásicos griegos, especialmente de las Historias de Heródoto. Se les conoce también por las magníficas manufacturas en oro encontradas en sus tumbas tumulares.
También los sármatas, los hunos, los cumanos, los kipchak y los pazyryk practicaron este tipo de enterramientos.